# Festival Viva Dichato 2013
Festival Viva Dichato 2012 Festival Viva Dichato 2014
Le Festival Viva Dichato 2013 est la 2e édition annuelle du Festival Viva Dichato.

## Développement

### 1renuit
- Date: 2 février 2013
- Présentateurs:  Luis Jara et  Pamela Díaz.

Artistes
- Los Indolatinos (Humoriste, gagnants du Coliseo consagrados)
- DJ Méndez
- La Pola (Humoriste, gagnant du Coliseo: La Revancha)
- Centella (Humoriste, gagnant du Coliseo Romano II et deuxième lieu du Coliseo: La Revancha)
- Ráfaga
- Henry Santos

### 2enuit
- Date: 9 février 2013
- Présentateurs:  Luis Jara et  Pamela Le Roy.

Artistes
- Yuri
- Pachuco y la Cubanacán
- Los Hermanos Bustos
- La Reina Isabel
- Los Kuatreros del Sur
- Chocolate
- Lito Díaz
- Rolo (Humoriste, finaliste du Coliseo: La Revancha)
- Zip Zup (Humoriste, gagnant du Coliseo consagrados)

### 3enuit
- Date: 16 février 2013
- Présentateurs:  Luis Jara et  Nidyan Fabregat.

Artistes
- R Boys
- Croni-k
- Tomo como Rey
- Los Nocheros
- Cecilia Pantoja
- Buddy Richard
- José Alfredo Fuentes
- Clavel (Humoriste)
- Los Pollitos (Humoriste)

### 4enuit
- Date: 23 février 2013
- Présentateurs:  Luis Jara et  Macarena Venegas.

Artistes
- Zalo Reyes
- La Sociedad
- Noche de Brujas
- Millenium Show
- La Pola (Humoriste, gagnant du Coliseo: La Revancha)
- Amar Azul

## Backstage, webshow et réseaux sociaux
Présentateurs
- Carla Jara
- Francisco Kaminski

### Sources
- (es) Cet article est partiellement ou en totalité issu de l’article de Wikipédia en espagnol intitulé « II Festival Viva Dichato » (voir la liste des auteurs).